# Halophila spinulosa
Halophila spinulosa är en dybladsväxtart som först beskrevs av Robert Brown, och fick sitt nu gällande namn av Paul Friedrich August Ascherson. Halophila spinulosa ingår i släktet Halophila och familjen dybladsväxter. IUCN kategoriserar arten globalt som livskraftig. Inga underarter finns listade.